# علم جورجيا
علم جورجيا (بالجورجية: საქართველოს სახელმწიფო დროშა) اعتمد في يوم 14 كانون الثاني - يناير من سنة 2004 وتصميمه مشابه لتصميم الصليب الأورشليمي، ويتكون العلم الجورجي من صليب القديس جرجس باللون الأحمر على حقل أبيض ويقسم الصليب العلم إلى 4 مربعات متساوية في الحجم على كل مربع يوجد صليب بولنيسي باللون الأحمر.

## التاريخ
استخدمت الحركة الوطنية الجورجية العلم الحالي بعد استقلال البلاد عن الاتحاد السوفيتي في عام 1991. اكتشفت عملة معدنية جديدة للملك ديفيد الرابع في أواخر عام 2021 وكان عليها علم به خمسة صلبان ترمز إلى المسيحية الأرثوذكسية الجورجية، ويعود تاريخ العلم الجورجي إلى القرن الثاني عشر. بحسب المجلس الدولة لشعارات النبالة، العملة ذات أهمية قصوى وهي دليل لا لبس فيه على تاريخ العلم الوطني الجورجي.
أقر برلمان جورجيا مشروع قانون تغيير العلم. ولكن لم يقره الرئيس آنذاك إدوارد شيفردنادزه. اعتمدته الحركة الوطنية المتحدة بقيادة ميخائيل ساكاشفيلي في أوائل 2000 رمز للمقاومة الشعبية لحكم شيفرنادزه وكذلك رمزًا لثورة الزهور المدعومة من العالم الغربي.
تبني البرلمان العلم في 14 يناير 2004. صدق عليه ساكاشفيلي رسميًا في المرسوم الرئاسي رقم 31 الموقع في 25 يناير، بعد انتخابه رئيسًا. يعد يوم 14 يناير هو يوم العلم في جورجيا.

## التصميم
يرمز اللون الأبيض إلى البراءة والعفة والطهارة والنقاء والحكمة بينما يرمز اللون الأحمر إلى الشجاعة والعدالة والمحبة والكفاح من أجل الاستقلال.

تصميم العلم

| النموذج                              | أحمر        | أبيض        |
| ------------------------------------ | ----------- | ----------- |
| النموذج اللوني أحمر أخضر أزرق        | 255-0-0     | 255-255-255 |
| النموذج اللوني سيان ماجنتا أصفر أسود | 0-100-100-0 | 0-0-0-0     |
| بانتون                               | 485 C       | Safe        |
| ألوان الويب                          | #FF0000     | #FFFFFF     |

## أعلام سابقة

علم جورجيا مابين عامي 1918 - 1921
علم الجمهورية الجورجية السوفيتية الاشتراكية مابين عامي 1921 - 1937
علم الجمهورية الجورجية السوفيتية الاشتراكية مابين عامي 1937 - 1951
علم الجمهورية الجورجية السوفيتية الاشتراكية مابين عامي 1951 - 1990
علم جورجيا مابين عامي 1990 - 2004